# Call of Duty: Finest Hour
Call of Duty: Finest Hour (англ. Поклик Обов'язку: Зоряний час) — відеогра у жанрі шутера від першої особи для ігрових консолей Xbox, PlayStation 2 і GameCube Розробниками гри є компанія Spark Unlimited, а видавцем — Activision. Заснований на оригінальній Call of Duty для PC, але з абсолютно новою історією. Музику до гри написав Майкл Джаккіно.

## Мультиплеєр
У версії гри для GameCube немає мультиплеєра. У Xbox є можливість гри по Xbox Live одночасно з 32 гравцями. У PlayStation 2 можна одночасно грати з 16 гравцями.

## Персонажі
- Рядовий Олександр Соколов — протагоніст перших 2 місій. Подальша доля невідома
- Лейтенант Тетяна Павлівна — радянська снайперка, в місії «Поломка» поранена танком
- Лейтенант (пізніше майор) Микола Баданов — радянський командир танка
- Комісар Віктор Дурасов — радянський політичний командир, з'являється в місії «Ні кроку назад», де вбиває солдатів, що відступають.
- Сержант Олег Пусков — радянський командир, в місії «Прапор повинен впасти» вбитий німецьким снайпером
- Сержант Федір Бєлінський — радянський танкіст, учасник операції «Малий Сатурн»
- Сержант Дмитро Петров — радянський танкіст, учасник операції «Малий Сатурн»
- Генерал Леонід Бєлов — радянський генерал, один із командувачів оборони Сталінграда
- Рядовий Костянтин Багромян — радянський радист, з'являється в місії «На Червону площу»
- Сержант Ганна Посадська — радянська медсестра
- Рядовий Едвард Карлайл — британський коммандос, єдиний протагоніст з Англії
- Сержант Боб Старки — британський командос
- Сержант (пізніше лейтенант) Чак Уолкер — американський протагоніст, під його командування було взято Ремаген
- Капрал (пізніше сержант) Бенні Черч — американський солдат, права рука Волкера
- Сержант Сем Ріверс — американський танкіст

## Місії

### Радянська кампанія
- Ні кроку назад

Сталінград, СРСР. 3 жовтня 1942 року, рядовий Олександр Соколов  
 Переплисти Волгу на човні, отримати зброю і пробитися до міста
- Прапор повинен впасти

Сталінград, СРСР. 3 жовтня 1942 року, рядовий Олександр Соколов  
 Продовження попередньої місії. Обороняти Мамаєв курган, захопити три кулеметні «гнізда» і захопити наглядовий бункер
- Смерть у її очах

Сталінград, СРСР. 16 жовтня 1942 року, лейтенант Тетяна Павлівна  
 Допомогти саперу у знищенні ворожого танка, дійти каналізації до тракторного заводу
- Обороняти завод

Сталінград, СРСР. 16 жовтня 1942, лейтенант Тетяна Павлівна 
 Захистити завод до прибуття союзників
- Несправність

Сталінград, СРСР. 16 жовтня 1942, лейтенант Микола Баданов  
 Захищати сержанта Бєлінського, поки той лагодить танк, керувати танком, віддати рапорт генералу Бєлову
- На Червону площу

Сталінград, СРСР. 16 жовтня 1942 року, лейтенант Микола Баданов  
 Допомогти союзникам взяти Червону площу, доставити рацію на залізничну станцію
- Операція Малий Сатурн

Сталінград, СРСР. 24 грудня 1942 року, майор Микола Баданов  
 Влаштувати засідку в Тацинську
- Засідка на аеродромі

Сталінград, СРСР. 24 грудня 1942 року, майор Микола Баданов 
Захопити аеродром, знищити літаки, знайти ворожі документи

### Британська кампанія
- Матмата

Матмата, Туніс. 22 січня 1943 року, рядовий Едвард Карлайл 
 Знищити електрогенератори.
- Саботаж у депо

Матмата, Туніс. 22 січня 1943 року, рядовий Едвард Карлайл 
 Знищити паливо, бігти з села.
- Їзда по пустелі

Ksar Tarsine, Туніс. 23 січня 1943 року, рядовий Едвард Карлайл 
 Захищати себе і Боба Старки в джипі.
- Захоплення фортеці

Фортеця Матмата, Туніс. 23 січня 1943 року, рядовий Едвард Карлайл 
 Захопити форпост, врятувати картографа.

### Американська кампанія
- Перше занепале місто

Ахен, Німеччина. 21 жовтня 1944, сержант Чак Волкер 
 Провести колону танків до театру (М12 повинен залишитися цілим), зачистити будинки від німців
- Підземний прохід

Ахен, Німеччина. 21 жовтня 1944, сержант Чак Волкер 
 Пройти каналізації.
- Здатися в Ахені

Ахен, Німеччина. 21 жовтня 1944, сержант Чак Волкер 
 Провести колону танків до площі та захопити Ахен.
- Виходь і дерись

Тіллет, Бельгія. 9 січня 1945 року, сержант Сем Ріверс 
 Захопіть Тіллет.
- Дорога в Ремаген

Ремаген, Німеччина. 7 березня 1945 року, лейтенант Чак Уолкер 
 Увірватися в Ремаген.
- Останній цілий міст

Ремаген, Німеччина. 7 березня 1945 року, лейтенант Чак Волкер 
 Провести танки до мосту («Скуп» повинен залишитися цілим).
- У серцевину

Річка Рейн, Ремаген, Німеччина. 7 березня 1945, Чак Волкер 
 Захопити міст, зачистити фортецю, знищити «Штуки» зеніткою

## Оцінки
| Агрегатор  | Оцінка | Оцінка | Оцінка |
| Агрегатор  | GC     | PS2    | XBOX   |
| ---------- | ------ | ------ | ------ |
| Metacritic | 74/100 | 76/100 | 73/100 |

| Видання | Оцінка | Оцінка | Оцінка |
| Видання | GC     | PS2    | XBOX   |
| ------- | ------ | ------ | ------ |
| IGN     | 7.0/10 | 7.3/10 | 7.3/10 |

Гра отримала стримані відгуки критиків.
Call Of Duty: Finest Hour отримала Премію Британської Академії в галузі відеоігор 2005 року в номінації «Audio Achievement».